# Galaxy Online
Galaxy Online is een online-strategiespel, ontwikkeld in de Verenigde Staten door IGG. 

## Gameplay
In het spel moet de speler een rijk opbouwen in de ruimte, en zoektochten vervullen. De speler kan ook zijn eigen schepen creëren en bouwen. Er kan dan tevens gevochten worden en van grondstoffen geruild worden. Spelers kunnen alleen handelen, maar ook samen met anderen clans vormen. De speler begint met 5 planeten. 
Er zijn ook de zogeheten Science Points (Wetenschapspunten). Deze kan de speler verdienen door wetenschapsgebouwen te maken en te upgraden. Deze punten kan de speler uitgeven aan zijn eigen belang maar ook aan zijn clan of factie. Op het begin sluit de speler zich bij een factie aan. Er staan dan ook punten bij hoe de factie tegenover de andere facties staat.
De 3 hoofdgrondstoffen zijn: aluminium, gas en populatie. Deze krijgt men door de benodigde gebouwen te maken en te upgraden, waarbij men weer grondstoffen verbruikt. Deze grondstoffen verbruikt men ook bij het bouwen van schepen. Het ontwerpen van schepen kost Science Points.

## Schepen
| Soort schip    | Waarvoor |
| -------------- | --- |
| Colonial Ship  | Nieuwe planeten vrij te spelen |
| Depot Ship     | Voor vervoer van grondstoffen |
| War Ship       | Voor gevechten |
| Andere schepen | Zelf aanpasbaar, waarvoor je wel Science Points moet betalen en je kunt nieuwe schepen onderzoeken met Science Points, er zijn ook nog andere schepen zoals de Dawnstar |

## Planeten en grondstoffen
Men kan gas- en aluminiumfabrieken bouwen en woongebieden aanmaken. Als men technologie heeft onderzocht, kan men verfijners maken om nog meer grondstoffen te maken.
De planeten kan men ook gebruiken om scheepswerven te bouwen om schepen te maken. Men krijgt op het begin 5 planeten, maar men kan er meer kopen met 'membercredits'. 